# 딕소니엘라과
딕소니엘라과(Dixoniellaceae)는 로델라강에 속하는 홍조류과의 하나이다. 딕소니엘라목(Dixoniellales)의 유일한 과로 2속 2종으로 이루어져 있다.

## 하위 속
- Bulboplastis - 유일종 B. apyrenoidosa
- 딕소니엘라속 (Dixoniella) - 유일종 D. grisea